# Antonio de Saavedra y Jofré
Antonio de Saavedra y Jofré (València, 1 de febrer de 1777 - Gènova, 13 de febrer de 1842), VII comte de l'Alcúdia, va ser Secretari d'Estat d'Espanya des del 20 de gener de 1832 fins a l'1 d'octubre del mateix any.
Casat amb primeres noces amb la seva neboda Patrocinio de Saavedra y Roca, baronessa d'Albalat de Segart i de la Toga, només va tenir un fill. En 1823 casà en segones noces amb Sinforosa Frígola y Mercader, filla de José Antonio Frígola y Xatmar, Baró de Cortes de Pallàs, amb la que va tenir cinc fills, entre ells el seu successor en títols, Antonio de Saavedra y Frígola (1826-1871). En 1834 es casaria en terceres noces amb la seva cunyada Josefa Frígola y Mercader, amb la que va tenir cinc fills més. Posseïa els títols de VII Comte de Alcudia, X de Xestalgar, X Baró d'Albalat de Segart, i Mestrant de València.
Després de la defunció de Manuel González Salmón, el 20 de gener de 1832, va assumir el càrrec de Secretari d'Estat d'Espanya com a interí. No obstant això, no ho ocuparia fins a un mes després, temps durant el qual va exercir Francisco Tadeo Calomarde. Va ser substituït per Francisco Cea Bermúdez.